# Ergebnisse der Kommunalwahlen in Erlangen
- Klimaliste: 2
- EL: 2
- SPD: 12
- Grüne: 10
- Fraktionslos: 1
- FDP: 2
- FW: 2
- ÖDP: 3
- CSU: 15
- AfD: 2

In den folgenden Listen werden die Ergebnisse der Kommunalwahlen in Erlangen aufgelistet. Es werden die Ergebnisse der Stadtratswahlen ab 1946 und der Oberbürgermeisterwahlen seit 1952 angegeben.
Es werden nur diejenigen Parteien und Wählergruppen aufgelistet, die bei wenigstens einer Wahl mindestens zwei Prozent der gültigen Stimmen erhalten haben. Bei mehrmaligem Überschreiten dieser Grenze werden auch Ergebnisse ab einem Prozent aufgeführt. Bei den Wahlen bis 1990 werden nur die Ergebnisse der in der Tabelle verzeichneten Parteien aufgelistet. Das Feld der Partei, die bei der jeweiligen Wahl die meisten Stimmen bzw. Sitze erhalten hat, ist farblich gekennzeichnet.

## Parteien
- BP: Bayernpartei
- CSU: Christlich-Soziale Union in Bayern
- FDP: Freie Demokratische Partei
- KPD: Kommunistische Partei Deutschlands
- ÖDP: Ökologisch-Demokratische Partei
- Linke: Die Linke
  - 2008: Erli
- REP: Die Republikaner
- SPD: Sozialdemokratische Partei Deutschlands

## Wählergruppen
- Erli: Erlanger Linke → Linke
- FWG: Freie Wählergemeinschaft
- GL: Grüne Liste Erlangen (zusammen mit Bündnis 90/Die Grünen)
- Klimaliste: Klimaliste

## Abkürzung
- Wbt.: Wahlbeteiligung

## Stadtratswahlen 1946 bis 1978
Aus den Stadtratswahlen 1946 bis 1990 ging durchgängig die SPD als stärkste Partei hervor. Zweimal, 1946 und 1972, gewann sie dabei die absolute Mehrheit. Die CSU dagegen hatte lange verhältnismäßig schwache Ergebnisse, gemessen an den Zahlen, die sie bei Landtags- und Bundestagswahlen in Erlangen erzielte. Auch die FDP schnitt bei den Stadtratswahlen immer schlechter ab als bei unmittelbar vorausgehenden oder nachfolgenden Bundes- oder Landtagswahlen.
Bei den Ergebnissen für 1946 und dem Vergleich der Ergebnisse 1946 auf 1948 ist zu beachten, dass 1946 alle Personen, die vor 1937 in die NSDAP eingetreten waren oder dort oder in NS-Organisationen ein Amt ausgeübt hatten, von der Wahl ausgeschlossen waren. 1948 galt dieser Ausschluss nicht mehr. Bei einer nur unwesentlichen Zunahme der Bevölkerung waren so 1948 fast 6.000 Personen mehr wahlberechtigt als 1946, was einem Anstieg um fast ein Drittel entspricht.
Stimmenanteile der Parteien in Prozent
| Jahr | Wbt. | SPD  | CSU  | FDP  | GL  | BP  | KPD | Sonstige |
| ---- | ---- | ---- | ---- | ---- | --- | --- | --- | -------- |
| 1946 | 92,8 | 52,9 | 32,7 | 8,6  |     |     | 5,9 |          |
| 1948 | 80,9 | 40,5 | 14,8 | 15,4 |     | 8,8 | 8,6 | 11,9     |
| 1952 | 74,5 | 43,7 | 15,2 | 10,0 |     | 3,8 | 3,0 | 24,3     |
| 1956 | 68,3 | 42,6 | 26,0 | 7,9  |     | 2,8 | 2,2 | 18,5     |
| 1960 | 69,1 | 41,2 | 34,4 | 8,9  |     |     |     | 15,5     |
| 1966 | 64,6 | 42,9 | 35,9 | 11,1 |     |     |     | 10,1     |
| 1972 | 77,2 | 52,8 | 37,3 | 5,4  |     |     |     | 4,5      |
| 1978 | 76,4 | 45,7 | 43,4 | 4,3  | 2,0 |     |     | 4,6      |

Sitzverteilung
| Jahr | Gesamt | SPD | CSU | FDP | GL | Sonstige |
| ---- | ------ | --- | --- | --- | -- | -------- |
| 1972 | 441    | 24  | 18  | 2   |    |          |
| 1978 | 501    | 24  | 22  | 2   | 1  | 1        |

Fußnoten
1 Dem Gremium „Stadtrat“ gehört neben den Stadträten auch noch der Oberbürgermeister an.

## Stadtratswahlen ab 1984
Bei den Stadtratswahlen 1984 und 1990 obsiegte weiterhin die SPD. Bei der Wahl 1996 wurde die CSU erstmals in der Nachkriegszeit stärkste Partei. Diese Stellung konnte sie seitdem verteidigen. Die SPD verlor zwischen 1972 und 2008 bei jeder Wahl Prozentpunkte, umgekehrt konnte die Grüne Liste seit ihrem erstmaligen Antreten 1978 bei jeder Stadtratswahl ihren Stimmenanteil ausbauen. 2020 konnte sie die SPD überholen und wurde erstmals zweitstärkste Partei.
Stimmenanteile der Parteien in Prozent
| Jahr   | Wbt. | CSU  | SPD  | GL   | FDP | ÖDP | FWG | Erli | AfD | Klimaliste |
| ------ | ---- | ---- | ---- | ---- | --- | --- | --- | ---- | --- | ---------- |
| 1984   | 71,7 | 40,8 | 45,5 | 6,0  | 4,8 |     | 1,9 |      |     |            |
| 119901 | 71,8 | 38,0 | 39,9 | 7,9  | 6,3 |     | 2,7 |      |     |            |
| 1996   | 65,7 | 45,8 | 35,0 | 8,4  | 4,9 | 2,5 | 3,4 |      |     |            |
| 2002   | 57,3 | 47,3 | 32,2 | 9,2  | 5,2 | 2,9 | 3,1 |      |     |            |
| 2008   | 52,0 | 41,6 | 26,4 | 12,8 | 7,9 | 4,0 | 3,1 | 4,2  |     |            |
| 2014   | 49,3 | 34,0 | 29,3 | 15,8 | 7,1 | 5,0 | 4,8 | 4,0  |     |            |
| 2020   | 57,7 | 30,3 | 21,7 | 22,4 | 4,6 | 5,7 | 3,9 | 3,8  | 3,7 | 3,9        |

Fußnoten
1 1990: zusätzlich: REP: 3,5 %
Sitzverteilung
Bei der Sitzverteilung ist zu beachten, dass es im Erlanger Stadtrat in den letzten Wahlperioden wiederholt zu Aus- und Übertritten und somit zu Änderungen bei den Fraktionsstärken gekommen ist. In der Amtszeit 1990 bis 1996 wurde die CSU dadurch zur stärksten Fraktion. Durch den 2020 erfolgten Austritt der ehemaligen Bürgermeisterin Susanne Lender-Cassens, die dem Stadtrat danach als fraktionsloses Mitglied angehörte, stellt die Grüne Fraktion nur noch zehn Stadträte. Damit ist sie, obwohl bei der Wahl zweitplatziert, nur noch drittstärkste Fraktion.
Des Weiteren ist zu beachten, dass neben den gewählten Stadträten auch der Oberbürgermeister dem Gremium „Stadtrat“ angehört. Die in diesem Absatz als Gesamtzahl an Sitzen genannte Zahl berücksichtigt nur die Stadträte ohne Oberbürgermeister.
Die folgende Aufstellung gibt die Sitzverteilung an, die sich aus dem jeweiligen Wahlergebnis ergeben hat.
| Jahr | Gesamt | CSU | SPD | GL | FDP | ÖDP | FWG | Erli | AfD | Klimaliste | REP |
| ---- | ------ | --- | --- | -- | --- | --- | --- | ---- | --- | ---------- | --- |
| 1984 | 501    | 21  | 23  | 3  | 2   |     | 1   |      |     |            |     |
| 1990 | 501    | 20  | 21  | 4  | 3   |     | 1   |      |     |            | 1   |
| 1996 | 501    | 23  | 18  | 4  | 2   | 1   | 2   |      |     |            |     |
| 2002 | 501    | 24  | 16  | 5  | 3   | 1   | 1   |      |     |            |     |
| 2008 | 501    | 21  | 13  | 7  | 4   | 2   | 1   | 2    |     |            |     |
| 2014 | 501    | 17  | 15  | 8  | 4   | 2   | 2   | 2    |     |            |     |
| 2020 | 501    | 15  | 11  | 11 | 2   | 3   | 2   | 2    | 2   | 2          |     |

Fußnoten
1 Dem Gremium „Stadtrat“ gehört neben den Stadträten auch noch der Oberbürgermeister an.

## Oberbürgermeister-Wahlen seit 1952
1946 und 1948 wurde der Erlanger Oberbürgermeister durch den Stadtrat gewählt. Seit 1952 finden Direktwahlen statt. Durch den Tod von Michael Poeschke 1959 und die Gebietsreform in Bayern 1972 fanden in beiden Jahren Oberbürgermeister-Wahlen statt, die jeweils nur ein Jahr nach einer regulären Wahl erfolgten; in beiden Fällen gewann der im Vorjahr unterlegene Kandidat. Seit 1972 fallen die Oberbürgermeister-Wahlen mit den Stadtratswahlen zusammen.
Bei der Wahl 2014 kam es erstmals zu einer Stichwahl. Zuvor waren alle Oberbürgermeister im ersten Wahlgang gewählt worden.
Ursache für die höhere Zahl von Oberbürgermeister-Kandidaten seit 1978 dürfte auch sein, dass die Oberbürgermeister-Wahlen jeweils mit der Stadtratswahl zusammenfielen. Parteien und Wählervereinigungen versprechen sich meist von einem eigenen Oberbürgermeister-Kandidaten auch eine höhere Aufmerksamkeit für ihre Stadtratsliste.
Wahlergebnisse
| Jahr |          | CSU                  | SPD                  | GL                          | FDP               | sonstige           |
| ---- | -------- | -------------------- | -------------------- | --------------------------- | ----------------- | ------------------ |
| 1952 | Kandidat |                      | Michael Poeschke     |                             |                   | Adam Heckel (KPD)  |
| 1952 | Prozent  |                      | 92,4                 |                             |                   | 7,6                |
| 1958 | Kandidat | Heinrich Lades       | Michael Poeschke     |                             |                   |                    |
| 1958 | Prozent  | 42,2                 | 57,8                 |                             |                   |                    |
| 1959 | Kandidat | Heinrich Lades       | Peter Zink           |                             |                   |                    |
| 1959 | Prozent  | 57,9                 | 42,1                 |                             |                   |                    |
| 1965 | Kandidat | Heinrich Lades       | Dieter Haack         |                             |                   |                    |
| 1965 | Prozent  | 65,1                 | 34,9                 |                             |                   |                    |
| 1971 | Kandidat | Heinrich Lades       | Dietmar Hahlweg      |                             |                   |                    |
| 1971 | Prozent  | 51,9                 | 48,1                 |                             |                   |                    |
| 1972 | Kandidat | Heinrich Lades       | Dietmar Hahlweg      |                             |                   |                    |
| 1972 | Prozent  | 43,6                 | 56,4                 |                             |                   |                    |
| 1978 | Kandidat | Gerd Lohwasser       | Dietmar Hahlweg      |                             | Gerhard Wangemann | unbekannt          |
| 1978 | Prozent  | 39,9                 | 57,9                 |                             | 1,9               | 0,4                |
| 1984 | Kandidat | Gerd Lohwasser       | Dietmar Hahlweg      |                             | Gerhard Wangemann |                    |
| 1984 | Prozent  | 38,2                 | 59,4                 |                             | 2,3               |                    |
| 1990 | Kandidat | Joachim Herrmann     | Dietmar Hahlweg      | Ingrid Säckel               |                   | mehrere∗           |
| 1990 | Prozent  | 36,3                 | 57,4                 | 3,5                         |                   | 2,7                |
| 1996 | Kandidat | Siegfried Balleis    | Gisela Niclas        | Pierrette Herzberger-Fofana | Matthias Faigle   |                    |
| 1996 | Prozent  | 52,5                 | 41,6                 | 3,0                         | 3,2               |                    |
| 2002 | Kandidat | Siegfried Balleis    | Wolfgang Vogel       | Claudia Bittner             | Matthias Faigle   | Frank Höppel (ödp) |
| 2002 | Prozent  | 58,3                 | 34,5                 | 2,8                         | 3,1               | 1,3                |
| 2008 | Kandidat | Siegfried Balleis    | Ursula Lanig         | Helmut Wening               |                   | Jutta Helm (ödp)   |
| 2008 | Prozent  | 55,8                 | 33,2                 | 7,1                         |                   | 4,0                |
| 2014 | Kandidat | Siegfried Balleis    | Florian Janik        | Susanne Lender-Cassens      | Elisabeth Preuß   | mehrere∗           |
| 2014 | Prozent  | 39,2/Stichwahl: 36,3 | 37,2/Stichwahl: 63,7 | 7,0                         | 8,9               | 7,7                |
| 2020 | Kandidat | Jörg Volleth         | Florian Janik        | Susanne Lender-Cassens      |                   | mehrere∗           |
| 2020 | Prozent  | 35,4/Stichwahl: 45,5 | 39,2/Stichwahl: 54,5 | 13,5                        |                   | 11,8               |

```
 
∗
 sonstige 1990: Günter Achenbach (
REP
) 2,0 %, Rüdiger Kalupner (WIR + WIR, Die Kreativen) 0,7 %; sonstige 2014: Anton Salzbrunn (Erlanger Linke) 2,0 %, Frank Höppel (ödp) 2,7 %, Anette Wirth-Hücking (Freie Wählergemeinschaft) 3,0 %; sonstige 2020: Holger Schulze (FDP) 2,9 %; Johannes Pöhlmann (Erlanger Linke) 2,0 %, Joachim Jarosch (ödp) 2,9 %, Anette Wirth-Hücking (Freie Wählergemeinschaft) 2,7 %; Sebastian Hornschild (Klimaliste) 1,3 %
```

## Belege
1. ↑  Wahlergebnisse in Erlangen seit 1946. Stadt Erlangen, Abteilung Statistik und Stadtforschung, archiviert vom Original am 9. August 2021; abgerufen am 9. August 2021.
2. ↑  Norbert Fuchs: 100 Jahre Sozialdemokratie im Erlanger Rathaus. Die ersten 50 Jahre. In: SPD Erlangen (Hrsg.): Monatsspiegel. Erlangen Dezember 2009, S. 13 (spd-erlangen.de [PDF; 1000 kB; abgerufen am 15. Dezember 2023]).
3. ↑  Überraschender Austritt. Ex-Bürgermeisterin Susanne Lender-Cassens verlässt die grüne Stadtratsfraktion, behält aber weiter ihr Mandat. In: Erlanger Nachrichten, 20. November 2020, S. 25.